# دریاچه لانائو
دریاچه لانائو (انگلیسی: Lake Lanao) یک دریاچه باستان بزرگ در استان لانائو جنوبی، فیلیپین است. این دریاچه با مساحتی برابر با ۳۴۰ کیلومترمربع (۱۳۰ مایل مربع)، بزرگ‌ترین دریاچه در میندانائو، همچنین عمیق‌ترین و دومین دریاچه بزرگ در فیلیپین می‌باشد و نیز جزو یکی از پانزده دریاچه باستان در دنیا به‌شمار می‌آید. پژوهشگران تلاش کرده‌اند تا دریاچه را در فهرست میراث جهانی یونسکو قرار دهند. مردم بومی دریاچه، خود را مارانائو می‌نامند. نام آنها برگرفته از نام دریاچه به معنی «مردمی که پیرامون دریاچه زندگی می‌کنند» می‌باشد.